# Antefoqer (vizir)
Pour les articles homonymes, voir Antefoqer.
Antefoqer est gouverneur de Thèbes et vizir d'Amenemhat Ier puis de Sésostris Ier au début de la XIIe dynastie.

## Biographie

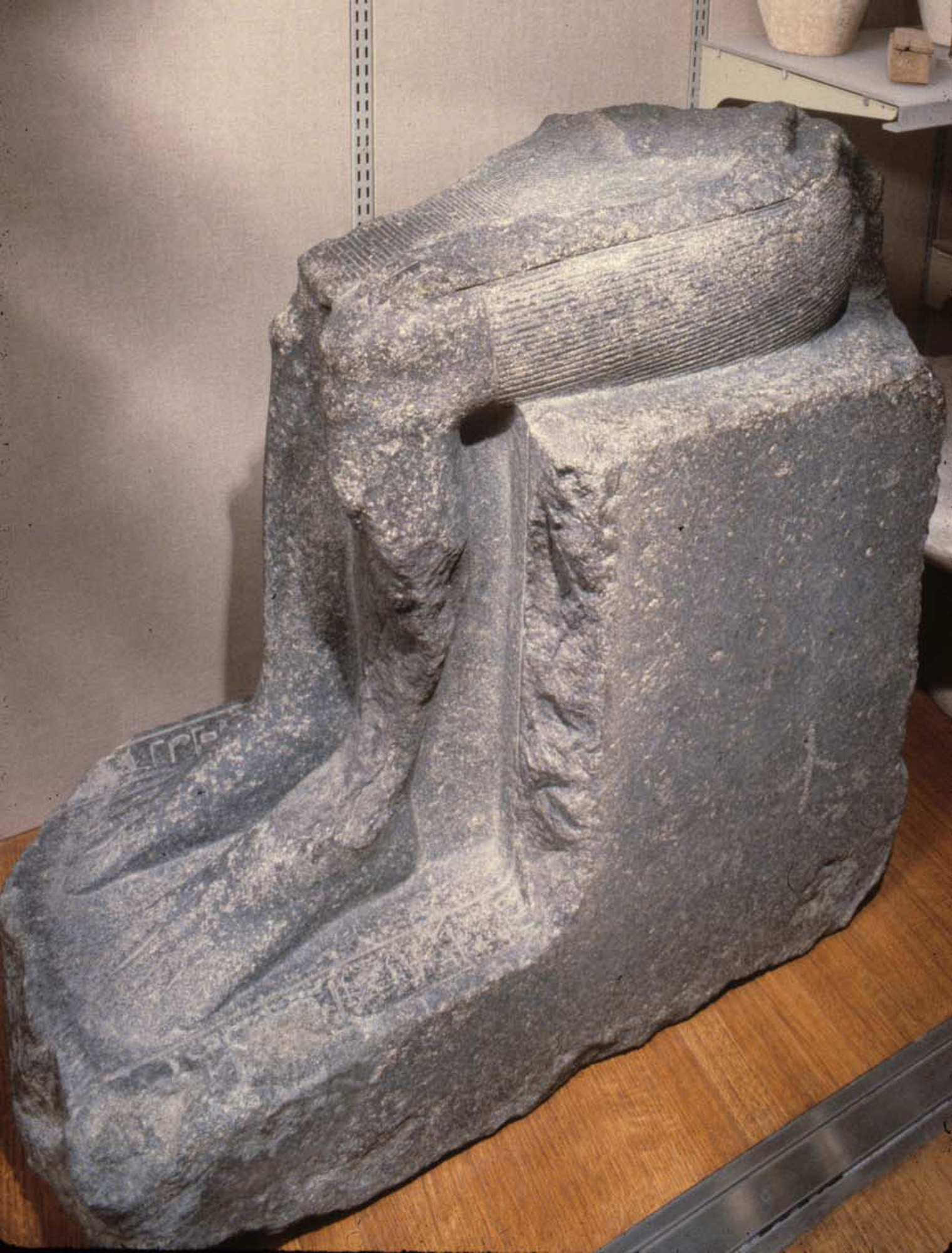
Partie basse d'une statue du vizir Antefoqer, Metropolitan Museum of Art de New York (09.180.12)

Antefoqer est connu par plusieurs inscriptions rupestres en Basse-Nubie. Il apparaît dans une inscription trouvée sur la côte de la mer Rouge et dans le papyrus Reisner.
Deux inscriptions rupestres en Basse-Nubie le mentionnent, montrant qu'il est impliqué dans des campagnes militaires en Nubie. Les inscriptions ne sont pas datées, mais d'autres inscriptions dans la région semblent indiquer une campagne militaire en l'an 29 d'Amenemhat Ier, qui correspond à la 9e année de la co-régence de Sésostris Ier.
Un autre document est la stèle trouvée dans les carrières du Ouadi el-Houdi à la frontière sud de l'Égypte, où une mine d'améthyste était exploitée, et datée de l'an 20 de Sésostris Ier. La stèle rapporte la collecte d'améthyste.

## Sépulture
Antefoqer fut enterré dans un mastaba retrouvé dans la nécropole de Licht, à côté de la Pyramide d'Amenemhat Ier.
La tombe de sa mère ou de sa femme Senet et peut-être sa propre tombe (TT 60) se trouve dans la nécropole thébaine à Cheikh Abd el-Gournah.